# 390年大彗星
390年大彗星（Great Comet of 390），正式命名為C/390 Q1，是一顆390年肉眼可見的彗星。由於其非凡的亮度，它被認為是大彗星之一。

## 觀測歷史
發現這顆彗星的確切日期尚不清楚，但儘管七世紀中國編年史《陳書》對此紀錄有一些出入，但這顆彗星很可能是在390年8月22日清晨的天空中被發現的，當時被認為一顆「閃閃發亮的星星」，與觀測結果最匹配的軌道要素也可以在該日期確定。這顆彗星很可能在同一時間也被韓國人發現，但是《Chungbo Munhon Pigo》中的18 世紀文本對其日期不太清楚，只記錄7月底到8月底之間的某個時候出現一顆“閃閃發亮的星星”。
根據中國文獻顯示，這顆彗星被發現時位於雙子座，隨後進入大熊座。9月8日，彗星出現在北斗七星中，顏色為白色，尾巴長約100°。這顆彗星最後一次在中國出現是在9月17日，當時它進入極星的範圍。
390年大彗星可能也曾在歐洲被觀測到，但只有不精確的日期。東羅馬帝國歷史學家菲羅斯托洛爾斯（Philostorgios）在425年的《Ekklesiastice Historia》中詳細描述了這顆彗星，很可能是中國紀錄的同一顆彗星。他將其描述為「一顆新奇的恆星……宣告世界上巨大災難的到來」。它第一次出現在“午夜時分的東方”，並且“又大又亮，其亮度幾乎不亞於晨星”。據說這顆彗星呈現出分散的外觀，看起來好像「星星像一群蜜蜂一樣從四面八方聚集在它周圍」。隨後，“眾星之光匯聚一處”，彗星出現，就像一把“偉大而可怕”的雙刃劍，最先出現的恆星矗立在劍柄上，一道光芒從中射出。隨後，彗星慢慢向北移動，劃出一道弧線。40天之後，它再次消失在大熊座。
東羅馬帝國歷史學家馬塞利努斯（Marcellinus Comes）在其6世紀的《編年史》中計載389年和390年彗星的出現 ，這兩個紀錄可能指的是同一事件。
還有其他關於歐洲觀察的報告顯示彗星出現在389年或390年，但沒有其他細節，只有6世紀的文本《Fasti Vindobonenses》也提到了30天的顯靈期。
8月18日左右，這顆彗星的亮度達到-1等。

## 軌道
透過26天中的3次觀測紀錄，日本天文學家長谷川一郎只能確定彗星是拋物線軌道，與黃道傾斜約36度。390年9月5日左右，彗星最接近太陽（近日點）時，正好位於地球軌道內，距離太陽約1.38億公里。早在8月18日，它就可能來到距離地球約1,500萬公里（0.10個天文單位）的範圍內 ，使390年大彗星成為歷史上距離地球最近的32顆彗星之一。